# Eddie Vélez
Eddie Vélez (Nueva York, 4 de junio de 1958) es un actor, guionista, director y productor de cine estadounidense.

## Carrera
Vélez ha aparecido en una gran cantidad de producciones de cine y televisión estadounidenses, entre las que destacan Repo Man (1984), The A-Team (1986), Murder, She Wrote (1994), Traffic (2000), Days of our Lives (2001), White Chicks (2004), Charmed (2004) y Numb3rs (2005). También ha dirigido algunos episodios de series de televisión como Stoplifters! y algunos cortometrajes.

## Filmografía destacada

### Cine
- Repo Man (1984)
- Doin' Time (1985)
- The Women's Club (1987)
- Rooftops (1989)
- A Passion to Kill (1994)
- Under Oath (1997)
- Most Wanted (1997)
- Traffic (2000)
- White Chicks (2004)
- Beautiful Loser (2008)

### Televisión
- A-Team - 13 episodios (1984)
- Hill Street Blues - 1 episodio (1987)
- Body Bags - Telefilme (1993)
- Murder She Wrote - 1 episodio (1994)
- Walker Texas Ranger - 2 episodio (1996)
- A Father's Choice - Telefilme (2000)
- Days of Our Lives (2003)
- Charmed - 1 episodio (2004)
- Numb3rs - 1 episodio (2005)
- By Appointment Only - Telefilme (2007)